# Alamode Island
Alamode Island (tidigare namn: Terra Firma Island) är en ö i Antarktis. Den ligger i havet utanför Västantarktis, i ett område som Argentina, Chile och Storbritannien gör anspråk på.